# 清明町
清明町（せいめいちょう）は、福島県福島市の町名。丁番を持たない単独町名である。郵便番号は960-8062。

## 地理
市の本庁所管にあたる中央東地域に属する。福島駅東口の駅前繁華街から南方、荒川の北岸に位置する。東西はJR東北本線から旧奥州街道の西に平行する西裡通り（市道）にかけて、南北は荒川から福島市道矢剣町・鳥谷下町線にかけての範囲を町域とする。北隣で五月町、東で荒町及び柳町、南で荒川を挟んで南町、西で東北本線を挟んで矢剣町と隣接する。町域西側の東北本線沿いは高層住宅地域であり、複数のマンションが立ち並ぶ。一方東端の西裡通り沿いには臨済宗真浄院、曹洞宗常光寺が立ち並び、寺町の面影を残している。上町に所在する 福島警察署及び天神町に所在する福島消防署のそれぞれ管轄にあたる。

## 歴史
江戸時代以前の福島城下町だった頃は「西裡」と呼ばれる奥州街道西方の裏側に位置した寺町の中の一つであり、1897年に字名変更が行われ、西裡通一丁目、寺後と呼ばれていた区域と当時の方木田村の一部を編入して再編し清明町となった。1964年に住居表示が施工された。

### 町名の由来
町名の由来は安倍晴明由来の晴明塚がこの地にあったといういわれによる。

## 交通

### 鉄道
- JR東北本線 - 町域内に駅は設置されていない。最寄り駅は福島駅になる。

## 施設
- 福島市立清明小学校[2]
- 荒川運動公園 - 敷地内の東半が町域内にあたる。
- 真浄院 - 真言宗室生寺派の寺院。国指定重要文化財　鍍金金剛鈴・金剛杵、市指定有形文化財・両界曼荼羅が置かれる。山号は羽黒山。
- 常光寺 - 曹洞宗の寺院。福島藩主板倉家の菩提寺。1877年（明治10年）には模擬県会が開かれている[3]。
- 大山祇神社